# Belgische annexatie van Duits grondgebied na de Tweede Wereldoorlog
België plande vanaf 1945, na de overgave van nazi-Duitsland, de annexatie van verschillende gebieden in Duitsland, grenzend aan België. Halverwege 1945 gaf België de territoriale claim voor het grootste gedeelte op.

## Overdracht

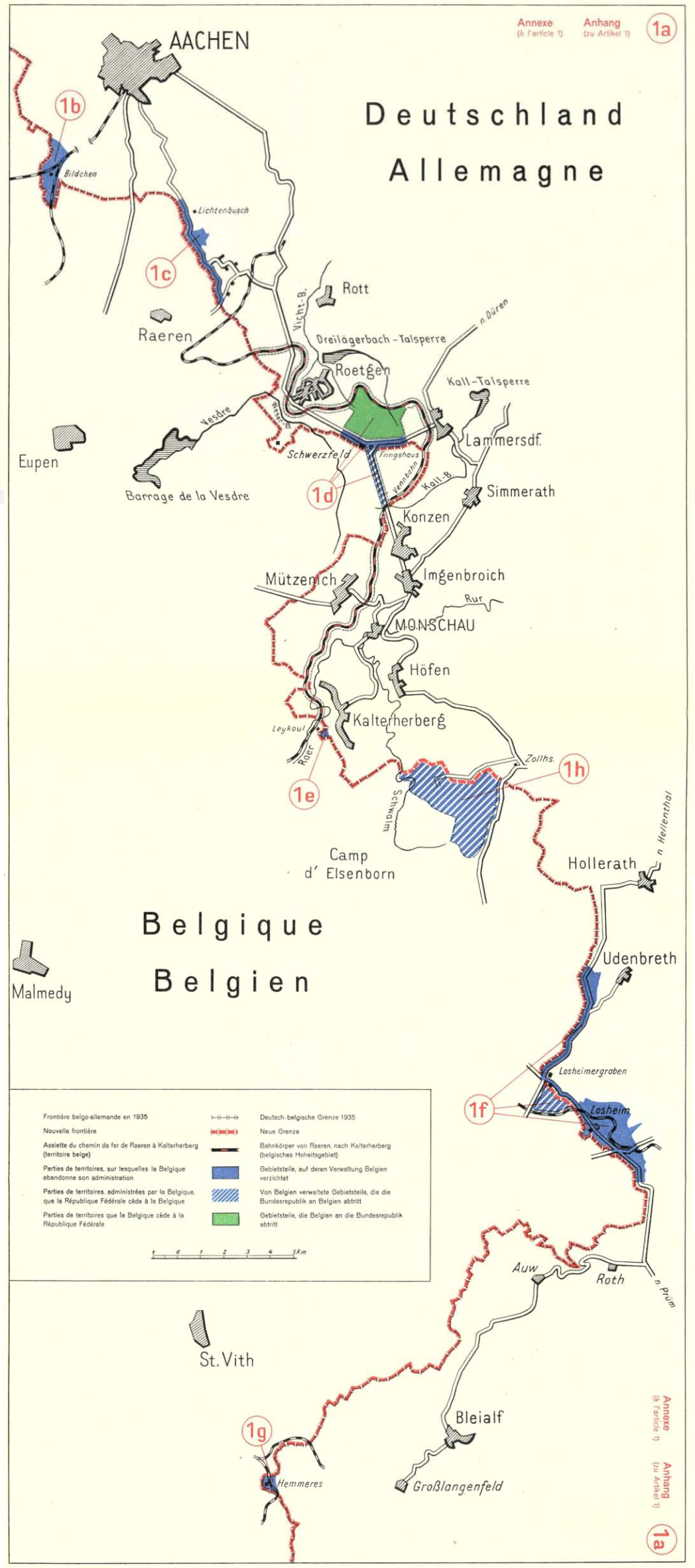
Kaart met grenswijzigingen in 1949 en in 1958

Volgens een Geallieerd Bevel van 26 maart 1949 mocht België verschillende plaatsen langs de grens met Duitsland (Noordrijn-Westfalen en Rijnland-Palts) in bezit nemen.
Op 1 april 1949 nam België enkele van die gebieden in bezit. De gebieden waren (van noord naar zuid):
- "le saillant de Hergenrath": de Aakse wijk Bildchen; (1b op de kaart bij het verdrag van 1956)
- nabij Lichtenbusch: de grensweg Aachen-Raeren en het Freyenter Wald; (1c)
- de wegen Roetgen-Fringshaus-Konzen (nu B258) en Fringshaus-Lammersdorf (nu B399, dit waren tot dan toe Duitse corridors doorheen Belgisch grondgebied); (1d)
- "la languette de Sourbrodt": Een perceel in Leykaul; (1e)
- het bos van Wahlerscheid ten noorden van Elsenborn; (1h)
- het bos Weissenstein ten westen van Udenbreth ("Bois de Büllingen & Mürringen"), de grensweg (nu B265), het bos tussen Losheimergraben en spoorlijn 45A en het dorp Losheim (Hellenthal); (1f)
- Hemmeres (Winterspelt), een Duits exclave omdat spoorlijn 47 een Belgische corridor was door Duitsland. (1g)

Daarnaast mocht België in 1949 nog meer grondgebied in bezit nemen, maar de Belgische regering heeft daar op 15 april 1949 van afgezien. Als reden werden niet de protesten in Noordrijn-Westfalen aangevoerd, maar voortschrijdend inzicht in de inefficiëntie van grenscorrecties. Het ging voornamelijk om Duitse exclaves die nu nog bestaan en die ontstonden doordat de Vennbahn een Belgische corridor door Duitsland werd (van noord naar zuid):
- Munsterbildchen (Roetgen), Roetgen en Lammersdorf (Simmerath)
- Rückschlag, Mützenich en Ruitzhof (Monschau).

De meeste van de gebieden die België in bezit nam in 1949 werden teruggegeven op 28 augustus 1958 volgens het Duits-Belgisch grensverdrag van 24 september 1956. België mocht wel behouden:
- de weg Fringshaus-Konzen (nu B258, was een Duitse corridor);
- het bos van Wahlerscheid ten noorden van Elsenborn;
- het bos tussen Losheimergraben en spoorlijn 45A.

In ruil ontving Duitsland het bos tussen Fringshaus en de Vennbahn (de Duitse exclaves Roetgen en Lammersdorf werden zo verbonden tot één exclave).